# Морин-Дава-Даурский автономный хошун
Морин-Дава-Даурский автономный хошун (кит. упр. 莫力达瓦达斡尔族自治旗, пиньинь Mòlìdáwǎ Dáwò'ěrzú zìzhìqí, палл. Молидава Давоэрцзу цзычжицюй; монг.: ᠮᠣᠷᠢᠨ ᠳᠠᠪᠠᠭ᠎ᠠ ᠳᠠᠭᠤᠷ ᠥᠪᠡᠷᠲᠡᠭᠡᠨ ᠵᠠᠰᠠᠬᠤ ᠬᠣᠰᠢᠭᠤ Morin Dabaɣ-a Daɣur öbertegen jasaqu qosiɣu, монг.кир.: Мориндаваа - Дагуур өөртөө засах хошуу; даур.: Morin Dawaa Daor weerie ixkiewu guasei) — автономный хошун в городском округе Хулун-Буир, Внутренняя Монголия, Китай. В переводе с даурского языка «Морин-Дава» означает «горный хребет в форме лошади».

## История
При империи Цин эти земли подчинялись Бутехаскому фудутуну. В 1929 году здесь был образован уезд Буси (布西县, «к западу от Бутеха»). После образования марионеточного государства Маньчжоу-го здесь в 1933 году был образован хошун Морин-Дава-Ци (莫力达瓦旗).
После Второй мировой войны здесь в 1946 году был воссоздан уезд Буси, подчинённый провинции Нэньцзян, но в том же году он был преобразован в хошун Морин-Дава-Ци, который был передан в состав аймака Хуна во Внутренней Монголии. В 1953 году восток Внутренней Монголии был выделен в особую административную единицу, и хошун вошёл в её состав. В 1954 году от особого статуса восточной части Внутренней Монголии было решено отказаться, а на территориях бывших аймаков Хуна и Хинган был образован аймак Хулун-Буир, в состав которого был включён и хошун Морин-Дава-Ци. В 1958 году хошун был переименован в Мори-Дава-Даурский автономный хошун.
В 1969 году автономный хошун вместе с аймаком перешёл в состав провинции Хэйлунцзян, в апреле 1970 года был передан из состава аймака в состав округа Да-Хинган-Лин; в 1979 — вернулся вместе с аймаком в состав Внутренней Монголии. В 2001 году аймак Хулун-Буир был преобразован в городской округ.

## Административное деление
Автономный хошун делится на 10 посёлков, 1 волость и 2 национальные волости.